# Dobareuth
Dobareuth is een  dorp in de Duitse gemeente Gefell in het Saale-Orla-Kreis in Thüringen. Het dorp, gelegen aan de B2, wordt voor het eerst genoemd in een oorkonde uit 1246. 
Tot 1997 was Dobareuth een zelfstandige gemeente. In dat jaar werd het samen met een aantal andere kleine gemeenten in de omgeving bij Gefell gevoegd.